# Gudziwka
Gudziwka (ukr. Ґудзівка) – wieś na Ukrainie, w obwodzie czerkaskim, w rejonie zwinogródzkim, w hromadzie Zwinogródka. W 2001 roku liczyła 788 mieszkańców, spośród których 785 wskazało jako ojczysty język ukraiński, a 3 rosyjski.